# Jay a mlčenlivý Bob: Přeprc
Jay a mlčenlivý Bob: Přeprc (v anglickém originále Jay and Silent Bob Reboot) je americká filmová komedie z roku 2019 režiséra Kevina Smithe, který také napsal její scénář. V hlavních rolích se představili Jason Mewes, Kevin Smith, Harley Quinn Smith, Aparna Brielle, Treshelle Edmond a Alice Wen. Jedná se o sequel snímku Jay a Mlčenlivej Bob vrací úder z roku 2001. Film popisuje příběh dvou titulních postav (Mewes, Smith), které se po 18 let opět snaží dostat z domácího New Jersey do Hollywoodu, aby překazily chystané natáčení nového filmu o komiksových superhrdinech. Jay a Bob posloužili pro tyto komiksové postavy coby předlohy, avšak v rámci soudního procesu přišli o práva ke svým jménům, jež připadla filmovému studiu, takže si už nemohou říkat „Jay a mlčenlivý Bob“.
Natáčení filmu probíhalo od února do března 2019, rozpočet snímku činil 10 milionů dolarů. Film nebyl zařazen do klasické filmové distribuce. V USA byl souběžně ve více 600 kinech uveden pouze 15. a 17. října 2019 v rámci promítání společností Fathom Events. Od října 2019 do února 2020 poté absolvovali Kevin Smith a Jason Mewes s filmem turné po Spojených státech a Kanadě, které kromě promítání filmu obsahovalo také diskusní panel. V zahraničí byl snímek uveden v kinech jen velmi omezeně ve Spojeném království a na Islandu. Celkové tržby dosáhly výše 4,7 milionu dolarů. V Česku byl film premiérově odvysílán v televizi na stanici Nova Cinema 22. června 2022.